# 鄺文 (成化進士)
邝文（？—？），广东南海人，明朝政治人物，進士出身，明朝成化二年（1466年）丙戌科殿試金榜第二甲賜進士出身第6名。

## 生平
成化二年（1466年）丙戌科进士，试监察御史。成化二十三年（1487年）接替刘瀚任漳州府知府一职，弘治四年（1491年）由汪凤接任。